# Neoton Família
Neoton Família (у 1965–1977 роках просто Neoton — новий тон, нова мода; англ. Newton Family — «Сім'я Ньютона») — угорський музичний колектив, один з найвідоміших поп-диско гуртів Угорщини 1970-80-х років. Один з небагатьох колективів Східної Європи, чия творчість набула світового визнання, а альбоми і сингли випускалися не тільки в країнах соцтабору, але також у Німеччині, Франції, Данії, Іспанії, Голландії, Італії, Бразилії, Аргентині, Мексиці, Канаді, Кубі, Японії, Південній Кореї — всього у 25 країнах світу. З 1979 року група продала понад 6 млн копій своїх платівок в Угорщині та близько 1,5 млн копій в інших країнах.

## Музика
Основними музичними напрямками творчості «Neoton Familia» були поп, диско, фанк, рок і фольклор. Найвідомішими їх хітами вважаються композиції «Vándorének» (1976), «Santa Maria» (1979, № 1 в Угорщині, № 8 в Іспанії, № 9 в Японії, ТОР-5 в Аргентині та на Філіппінах), «Lord of the mountain» (1979, № 11 в Іспанії, №3 в Аргентині), «Marathon» (1980), «Don Quijote» (1980, № 1 в Угорщині і Японії, №4 в Іспанії, TOP-5 в Бразилії та на Філіппінах), «Kétszázhúsz felett» (1981), «Vadvirág» (1981), «Monte Carlo» (1982), «Tini-dal» (1982), "Sandokan" (1983), "Holnap hajnalig" (1983), «Na-na, nagyfiú» (1984), «I love you» (1986). Після виходу в 1982 році альбому «Szerencsejáték» групу стали називати «угорською АББА». З 1979 по 1986 рік група була національним лідером продажів, практично всі їх альбоми і сингли отримали в Угорщині золотою або платиновий статус.

## Історія групи

### Заснування та перший склад
У 1976 році менеджер угорської звукозаписної компанії MVH Петер Ердеш (Erdős Péter), куратор лейблу «Pepita», вирішив, що в Угорщині повинна бути власна диско-музика світового рівня. Для втілення свого задуму, після тривалих пошуків він вибрав рок-групу «Neoton», яка в той час співпрацювала з дівочим тріо «Kócbabák». 1976 року вони записали вдалий сингл «Vándorének», з яким перемогли на угорському радіоконкурсі  «Tessék választani!» і випустили перший спільний альбом «Menedékház», який під Новий Рік посів 3-тє місце в національному хіт-параді альбомів. На початку 1977 року Ердеш відвідав кілька концертів групи, після чого запропонував музикантам державну підтримку на певних умовах. Він вважав їх відверто слабкими як у вокальному, так і в технічному відношенні, але, на відміну від більшості інших рок-команд, з якими Ердеш вже провів переговори, «Neoton & Kócbabák» були менш агресивні і не були зациклені на різних протестних темах, поширених в рок-середовищі. Також менеджер «Pepita» заявив учасникам групи, що музичний колектив — це не збіговисько індивідуалістів, кожен з яких тягне ковдру на себе, а справжня професійна родина, члени якої спільно працюють для досягнення спільної мети, і щоб закріпити цю ідею в головах музикантів, перейменував їхню групу в «Neoton Família» («Сім'я Неотон»).
У першому складі 1977 року були четверо музикантів (колишніх учасників «Neoton») і три дівчата-вокалістки (з «Kócbabák»):
- Ласло Пастор (Pásztor László, 15.06.1945 р. нар. — гітара)
- Лайош Галац (Galácz Lajos, 1945 р. нар. — вокал, бас-гітара)
- Дьордь Якаб (Jakab György, 02.07.1950 — 16.02.1996 — вокал, клавішні)
- Золтан Амбруш (Ambrus Zoltán — ударні)
- Іва Чепрегі (Csepregi Éva, 22.10.1956 р. нар. — вокал)
- Іва Фабіан (Fábián Éva, 01.10.1954 р. нар. — вокал)
- Іва Паль (Pál Éva, 04.07.1952 р. нар. — вокал)

У розпорядженні «Neoton Família» були надані найкращі студії звукозапису і концертні майданчики Угорщини, а просування їх записів у Західній Європі, Азії і Латинській Америці проводилось на державному рівні. Вже в липні 1977 року група взяла участь у телефестивалі «Metronóm», де їх нова композиція «Hívlak» («Запрошення») зайняла 3-е місце. Паралельно йшла робота над матеріалом для другого диска-гіганта «Csak a zene» («Тільки музика»), який пізніше головний угорський музичний огляд Pop-Meccs назвало «найкращим альбомом Угорщини 1977 року». За пропозицією Ердеша на альбом була додана композиція «Спасибі, містер Едісон», присвячена винахіднику Томасу Едісону. Для розкрутки альбому восени 1977 року «Neoton Família» вирушили в тур по країнам Східної Європи, приурочений до 100-річчя винаходу Едісоном фонографа. Під час турне гурт покинув бас-гітарист Лайош Галац, і на його місце на початку 1978 року прийшов Янош Барач (Baracs János, 26.01.1953 р.нар.), який раніше грав у групах «Woods», «Tűzkerék» і «Kex».
У 1978 році «Neoton Família» записала англомовний альбом каверів «Neoton disco», на якому були диско-версії хітів різних американських і британських рок-груп, а також англомовні версії хітів «Neoton Família» 1977 року: «Let's go dancing» («Ha zene szól») і «Hear me» («Hívlak»). Використовуючи свої зв'язки, Ердеш зміг зацікавити цим альбомом лейбл CBS, який випустив «Neoton Disco» обмеженим тиражем в п'яти країнах Західної Європи, в тому числі в Голландії та Італії, а також в Індії і Колумбії. Італійський лейбл Durium теж проявив інтерес і випустив сингл «Let's go dancing»/«Hear me», який був перевиданий у Канаді та Польщі. Натомість Durium продав Ердешу право випустити в Угорщині угорськомовну копію хіта «Uno»/«Chi Sei» (1978) італійської співачки Глорії П'єдімонте (Gloria Piedimonte). Ці пісні під назвами «Szia!» і «Ki Szól?» відповідно група випустила 1979 року і вони потрапили на компіляцію найкращих угорських хітів «Pepita Favorit» (1979), яка за результатами продажів отримала в Угорщині «золото». Також у вересні 1978 року група була учасником музичного фестивалю в Дрездені (НДР).
У січні 1979 року «Neoton Família» у складі угорської делегації взяла участь у міжнародному музичному ярмарку MIDEM в Каннах (Франція), де її нова композиція «Santa Maria» завоювала Grand Prix. Кілька зарубіжних компаній, у тому числі іспанська Movieplay, західнонімецька Marifon, данська RA Records і японська RCA Victor, поспішили укласти з групою контракти, внаслідок чого «Santa Maria» вийшла як сингл у десятках країн і потрапила в хіт-паради Іспанії, Німеччини, Бразилії, Аргентини, Японії, Південної Кореї та Філіппін. В Іспанії «Santa Maria» обійшла в чартах навіть таких відомих західних виконавців, як Пол Маккартні і «Queen» (№ 8 в Top 100 Canciones і № 16 в TOP 40 Radio), а в Японії увійшла в ТОР 10 (№ 9 в Top 40 Radio), і компанія Toshiba-EMI поспішила перекупити права на її поширення і перевипустила сингл в записі одного японського виконавця в Тайвані, Гонконзі, Південній Кореї, на Філіппінах, островах Фіджі та в декількох країнах Латинської Америки. Черговий диск-гігант групи «Napraforgó» («Соняшник») на наступний рік вийшов в англомовному варіанті під назвою «Sunflower» в 13-ти країнах, включаючи ФРН, Іспанію, Данію, Грецію, Японію, Бразилію та Аргентину. Група вчинила грандіозне турне 1979-80 років, відвідавши кілька десятків країн від Іспанії до Японії і від Аргентини до СРСР, після якого здобула премію «ORI nívódíj» від державного концертного промоутера ORI за активну концертну діяльність і нагороду «Pepita Oroszlán» («Золотий Лев Pepita») від звукозаписної компанії як найпродаваніша група Угорщини 1980 року.

### Період розквіту
В кінці 1979 року за рішенням Петера Ердеша група розійшлась з лід-вокалісткою Івою Фабіан і ударником Золтаном Амбрушем: на думку Ердеша Фабіан виглядала дуже старомодно і не вміла рухатися на сцені, а Амбруш ніяк не міг пристосуватися правильно грати в диско-ритмі. Після відходу Фабіан почала сольну кар'єру і в 80-х була добре відома в СРСР і країнах Східного Блоку, а Золтан Амбруш вирішив зав'язати з музикою. Функції лід-вокалістки перейшли до Іви Паль, а новим барабанщиком групи став Дьюла Бардоці (Bardóczi Gyula, 27.01.1947 р. нар.), який раніше грав у команді «Kati és a kerek perec», яка також перебувала під протекцією Петера Ердеша. Разом з собою Дьюла привів у «Neoton Família» свого друга Адама Вегварі (Végvári Ádám, 06.07.1951 р. нар.), завдяки чому вперше з 1973 року в їх колективі знову стало два гітариста. Отриманий склад заведено називати «золотим складом Neoton», оскільки саме за його участі група в наступні три роки записала свої найкращі хіти та альбоми.
У 1980 році «Neoton Família» взяли участь у записі саундтрека до канадського фільму «Yesterday» («Gabrielle», 1981). Фільм, в основі сюжету якого була драматична історія життя молодого солдата, що повернувся з В'єтнаму, якого дівчина вважала його загиблим, вийшов в прокат в Японії, Канаді, Франції, Португалії, Угорщині, Данії та Колумбії. Композиція «Smile Again» стала інтернаціональним хітом. У тому ж році вийшов черговий диск-гігант групи «Marathon» (1980), англомовна версія якого вийшла в Німеччині, Іспанії, Данії, Бразилії, Японії і на Філіппінах, а іспаномовна — у Венесуелі та Еквадорі. Сингл «Don Quijote» був № 1 в Угорщині, № 4 в Іспанії (Top 100 Canciones), № 1 в Японії (Top 40 Radio) і увійшов в ТОР-5 в Бразилії і на Філіппінах, а також побував у плей-листах радіостанцій Німеччини, Данії та країн Східної Європи. В Німеччині була видана німецькомовна версія пісні, а в Іспанії і Бразилії — іспаномовна. В Угорщині сингл був проданий у кількості більше 300 тисяч примірників і отримав статус «мультиплатинового». В Японії сингл отримав «золотий» статус продажів, всього в цій країні було продано 110 тисяч копій (№ 32 в чарті продажів), Japan Disco Society назвало його найпопулярнішим диско-хітом 1980 року. Ще одна знакова композиція з альбому — однойменна "Marathon", яку команда написала спеціально до московської Олімпіади-80, по суті стала візитною карткою групи. У тому ж році команда взяла участь в записи альбому «Meleg az éjszaka» («Тепла ніч») співачки Юдіт Сюч (Szűcs Judit), яку Ердеш просував на європейському ринку в статусі диско-королеви Угорщини.
У 1981 році група записала альбом «A família» («Сімейка»), який пізніше був визнаний найкращим в їх творчості. Англомовна версія альбому «Dandelion» вийшла в Німеччині і Японії, іспаномовна — в Мексиці і Аргентині. У Німеччині новий альбом «Neoton Familia» вийшов на лейбі Jupiter Records, на якому записувалася західнонімецька група «Dschinghis Khan». Абсолютним хітом з альбому стала композиція «Kétszázhúsz felett». Сингли з альбому вийшли у Німеччині, Мексиці, Аргентині, Японії і на Філіппінах. Група вирушила в тур азійськими країнами, у тому числі з жовтня по грудень була в Японії і дала там 42 концерти. 1982 року вийшов ще один знаковий альбом «Szerencsejáték» («Рулетка»), який став найпопулярнішою платівкою групи в СРСР і країнах Східної Європи. Безсумнівним хітом з альбому стала композиція «Monte Carlo». Проте в Західній Європі інтерес до «Neoton Família» почав падати, і англомовні версії своїх альбомів група надалі випускала тільки в Японії. Винятком став сингл «Atra», саундтрек до канадсько-французького фільму «Боротьба за вогонь» («La Guerre Du Feu», 1981). Це одна з найкращих поп-групи балад, яка, крім Японії, вийшла також у Франції і Бразилії.
7 січня 1983 року групу залишила Іва Паль, яка не догодила Петеру Ердешу своїм незалежним характером. Її спокусливий, відвертий і явно прозахідний образ кидав виклик ідеологічним догмам, прийнятим у той час у країнах соцтабору. Так на одному з концертів в СРСР вона ризикнула пройтися по сцені практично голою в напіврозірваному вбранні. Ердеш планомірно знижував у неї кількість вокальних партій, і до 1982 року функції лід-вокалістки фактично перейшли до Іви Чепрегі. Ухід Паль також призвів до внутрішніх перестановок в групі, після яких її батько-засновник Ласло Пастор остаточно втратив моральне лідерство, і на передній план вийшла трійця «Чепрегі-Барач-Вегварі». На початку 1983 року Чепрегі і Вегварі здобули перемогу на Yamaha Фестивалі в Токіо з композицією «Time Goes By» (англійський варіант «Holnap hajnalig»). Потім на місце Паль до складу «Neoton Família» прийшли дві бек-вокалістки: Ержебет Лукач (Lukács Erzsébet, 17.07.1966 р. нар.) і Янула Стефаніду (Stefanidu Janula, 09.12.1952 р. нар.). У новому складі група зробила світове турне по Іспанії, Японії, Польщі, Данії, Болгарії, СРСР, Кубі та країнах Латинської Америки з, метою якого була презентація сьомого альбому «VII». Також у 1983 році група випустила сингл «Sandokan», в якому обіграла мелодію відомого європейського телесеріалу «Сандокан — Тигр Семи Морів» (1976) з Кабіром Беді у головній ролі. Цей серіал користувався в Угорщині настільки шаленою популярністю, що «Sandokan» встановив національний рекорд за обсягами продажів серед синглів (близько 400 тисяч примірників), який не побитий досі.
У 1984 році Янула Стефаніду покинула групу, і на її місце прийшла Марія Юхас (Juhász Mária, 17.12.1954 р. нар.), добре відома в Угорщині співачка, учасниця багатьох угорських музичних конкурсів. З її участю «Neoton Família» записала ряд наступних альбомів: «Karnevál» («Карнавал», 1984), «Magánügyek» («Особисті справи», 1985), «Minek ez a cirkusz?» («Навіщо цей цирк?», 1986), «Védőháló nélkül» («Без страховки», 1987) та «Vonalra várva» («Чекайте на лінії», 1988). На той час група вже набула нового звучання, яке характеризувалося великою кількістю синтезаторів та електронними барабанами і за своїм стилем належала вже не до класичного «поп-диско», а до «євро-диско 80-х» та «електро-поп». Альбом «Karnevál», з яким група зробила черговий тур по країнах Східної Європи та СРСР, був дуже якісною роботою і приніс успіх колективу, порівнянний з успіхом попередніх років. Після його виходу Чепрегі паралельно роботі в «Neoton Família» почала свою сольну кар'єру. Альбом «Minek ez a cirkusz?» став в Угорщині найпродаванішим альбомом групи (366 тисяч копій), хітом з нього стала танцювальна композиція «I love you». Група вчергове відвідала СРСР і дала концерти в Москві, Ленінграді та інших містах при переповнених трибунах. У тому ж 1986 році «Neoton Família» виграла Grand Prix на музичному фестивалі «Most Outstanding Performance Award» в Сеулі з піснею «Love is magic», яку дуетом знову виконали Чепрегі і Вегварі. А в 1988 році Чепрегі спільно з колишнім вокалістом західнонімецької диско-групи «Dschinghis Khan» Леслі Мандокі (Leslie Mándoki, який народився в Будапешті і втік з Угорщини у Німеччину в липні 1975 року) виконала офіційну пісню «Korea» на відкритті Олімпійських Ігор в Сеулі. Пісня увійшла в соло-альбом Мандокі «Strangers in a Paradise» (1988).

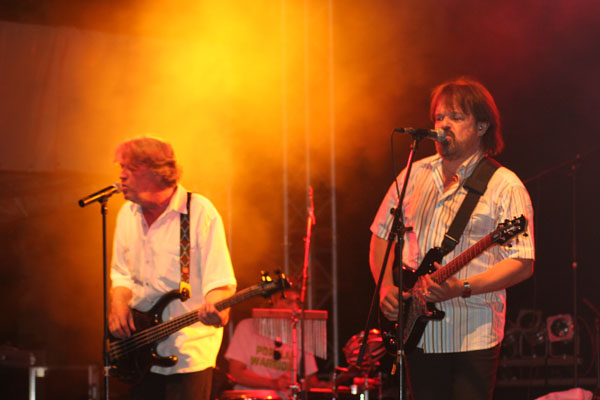
Виступ колишніх учасників «Neoton Familia» на VOLT Fesztivál — Угорщина, 2006 рік

### Розпад
У 1989 році Марія Юхас покинула групу, і на її місце прийшла Едіна Шеффер (Edina Schäffer, 17.07.1968 р. нар.). Однак з її участю був записаний лише один останній альбом «Abrakadabra» (1989), оскільки на наступний рік «Neoton Família» розпалася. Незважаючи на світовий успіх, клімат в «сім'ї», створеній Петером Ердешем, був далеко не безхмарним, і між членами групи існували протиріччя і постійно відбувалися конфлікти. Так, Ласло Пастор категорично заперечував проти того, щоб написану ним пісню «Holnap hajnalig» в 1983 році на Yamaha Фестивалі виконувала не вся група, а тільки дует Чепрегі і Вегварі. Потім, коли в 1984 році Чепрегі вступила в шлюб з Бобом Хетлі і під його керівництвом почала сольну кар'єру, Ласло Пастор своєю чергою став продюсувати молоду і талановиту Еріку Золтан (Zoltán Erika), що сильно дратувало Ердеша. Пізніше, коли в 1988 році Ердеш домігся для Чепрегі права виконати пісню на Олімпіаді в Сеулі, Ласло Пастор всіма силами боровся проти цієї ідеї і відмовився як складати пісню для Олімпіади, так і грати її. В результаті пісню написав Ральф Зігель, продюсер Jupiter Records, і Іва Чепрегі виконала її дуетом з Леслі Мандокі, колишнім солістом групи «Dschinghis Khan». Все це призвело до того, що наприкінці 1989 року Ласло Пастор і Дьюла Бардоці з'явилися до Ердеша і оголосили йому, що вони йдуть з групи.
Невідомо, чи зміг би Петер Ердеш утримати свою «сім'ю» від розпаду, оскільки він помер у лютому 1990 року. Після цього колектив розпався на два клани, на чолі яких стояли Ласло Пастор та Іва Чепрегі. Між ними був судовий процес про право використання назви «Neoton» у майбутній діяльності, на якому були визнані їх рівні права на цю назву. У результаті з'явилися дві нові групи: «Új Neoton» («Новий Неотон») на чолі з Ласло Пастором і «Éva-Neoton» на чолі з Івою Чепрегі. У «Új Neoton» крім Пастора Ласло увійшли клавішник Дьордь Якаб, барабанщик Дьюла Бардоці, колишня лід-вокалістка Іва Паль, а також новий бас-гітарист Міклош Борхі (Borhi Miklós) і нова вокалістка Андреа Сулак (Szulák Andrea). Вони заснували свій власний музичний лейбл «Magneoton», директорами якого стали Ласло Пастор і Іштван Йоош (Joós István) і випустили альбом «A trónörökös» («Спадкоємець престолу», 1990) з дев'яти композицій, який був практично не помічений публікою (№33 в TOP40 Альбомів). А Іва Чепрегі, гітарист Адам Вегварі, бас-гітарист Янош Барач і вокалістка Едіна Шаффер, а також нова вокалістка Рената Райч (Rajcs Renáta) і новий барабанщик Шандор Херпаї (Herpai Sándor) утворили групу «Éva-Neoton» і музичну компанію «Neoton-Pro». Цей колектив виявився більш плідним: він проіснував декілька років і випустив чотири альбоми, дві збірки каверів і музичну дитячу казку.
Після завершення проєкту «Éva-Neoton» в 1994 році Адам Вегварі сформував групу «Ádám's Family», в яку разом з ним увійшли також Янош Барач, продюсер Акош Лукач (Lukács Ákos), а також нові вокалісти та вокалістки Еріка Гульяш (Gulyás Erika), Юдіт Кіш (Kis Judit, Judy) і Адрієнн Секереш (Szekeres Adrienn). Перший і останній альбом групи називався «Hirek» («Новини», 1994) і відрізнявся трохи більш жорстким звучанням, ніж попередні роботи знаменитої «сімейки». Надалі «Adam's Family» планували дати грандіозний концерт, в якому взяли б участь всі колишні члени «Neoton Família», проте через смерть одного з учасників «Neoton Família» в 1996 році — колишнього клавішника Дьйордя Якаба (Jakab György) — їм не вдалося втілити свою ідею в життя. Спільний концерт був цей тільки в 1998 році на спортивній арені Будапешта як данина поваги і пам'яті померлому товаришеві.

## Дискографія

### Сингли
| Рік  | Сингл                                      | Альбом         | Позиції в чартах       | Позиції в чартах       | Позиції в чартах | Позиції в чартах | Позиції в чартах | Позиції в чартах | Позиції в чартах | Позиції в чартах | Позиції в чартах |
| Рік  | Сингл                                      | Альбом         | HUN Top 40 Slágerlista | ESP Top 100 Cancionnes | ESP Top 40 Radio | DEU              | BRA              | ARG              | JPN Top 40 Radio | JPN Sales Chart  | PHL              |
| ---- | ------------------------------------------ | -------------- | ---------------------- | ---------------------- | ---------------- | ---------------- | ---------------- | ---------------- | ---------------- | ---------------- | ---------------- |
| 1977 | «Köszönjük, Mr. Edison/Csak egy lány»      | "Csak a zene"  | top10                  |                        |                  |                  |                  |                  |                  |                  |                  |
| 1978 | «Kotta-fej/Maradj még egy percet»          |                | top10                  |                        |                  |                  |                  |                  |                  |                  |                  |
| 1978 | «Hear me/Let's go dancing»                 | "Neoton Disco" | +                      |                        |                  |                  |                  |                  |                  |                  |                  |
| 1979 | «Ki szól?/Majd»                            |                | 1                      |                        |                  |                  |                  |                  |                  |                  |                  |
| 1980 | «Santa Maria/Easy-breezy»                  | "Sunflower"    | 1                      | 8                      | 16               | top40            | top40            | top10            | 9                | 74               | top10            |
| 1980 | «Lord of the mountain/Needing someone»     | "Sunflower"    |                        | +                      | 11               |                  |                  | 3                |                  |                  | top40            |
| 1980 | «Don Quijote/Marathon»                     | "Marathon"     | 1                      | 4                      | +                | top40            | top5             |                  | 1                | 32               | top5             |
| 1980 | «Smile again/Forget»                       |                | top10                  |                        |                  |                  |                  |                  | 4                | 48               |                  |
| 1981 | «Jöjjön a nyár!/Szerelmes dal»             | "A família"    | top10                  |                        |                  |                  |                  |                  |                  |                  |                  |
| 1981 | «The sound of summer/It's all over»        | "Dandelion"    |                        |                        |                  |                  |                  |                  | 5                | 60               | +                |
| 1981 | «Racing/Dandelion»                         | "Dandelion"    |                        |                        |                  | +                |                  |                  |                  |                  |                  |
| 1981 | «Dandelion/Renegade»                       | "Dandelion"    |                        |                        |                  |                  |                  |                  | top10            | +                |                  |
| 1981 | «Samson and Delilah/Sally, the boxer»      | "Dandelion"    |                        |                        |                  |                  |                  |                  | 11               | 85               | +                |
| 1982 | «Tini dal/Heartbreaker»                    | "Gamble"       |                        |                        |                  |                  |                  |                  | top10            | +                |                  |
| 1982 | «Atra»                                     |                |                        |                        |                  |                  | +                |                  | +                | +                |                  |
| 1983 | «Time goes by/Holnap hajnalig»             | "Jumpy Dance"  | 1                      |                        |                  |                  |                  |                  | top10            | +                |                  |
| 1983 | «Sandokan/Neoton disco»                    |                | 1                      |                        |                  |                  |                  |                  |                  |                  |                  |
| 1983 | «Szeretek ugrálni»                         | "VII"          | top10                  |                        |                  |                  |                  |                  |                  |                  |                  |
| 1984 | «Sugar boy/Senorita Rita»                  | "Adam & Eve"   |                        |                        |                  |                  |                  |                  | +                | +                |                  |
| 1984 | «Adam & Eve/Sugar boy»                     | "Adam & Eve"   |                        |                        |                  |                  |                  |                  |                  |                  |                  |
| 1984 | «Don't stop the music/Dance to feel alive» | "Adam & Eve"   |                        |                        |                  |                  |                  |                  | +                | +                |                  |
| 1985 | «Halley»                                   | "Magánügyek"   | +                      |                        |                  |                  |                  |                  |                  |                  |                  |
| 1985 | «The middle of the night/Home again»       | "Monotony"     |                        |                        |                  |                  |                  |                  | +                | +                |                  |

### Альбоми
| Рік  | Альбом                                         | Позиція         | Англомовна версія                 |
| Рік  | Альбом                                         | HUN Slágerlista | Англомовна версія                 |
| ---- | ---------------------------------------------- | --------------- | --------------------------------- |
| 1976 | Menedékház (альбом «Neoton & Kócbabák»)        | 3               | -                                 |
| 1977 | Csak a zene                                    | 1               | -                                 |
| 1978 |                                                | 7               | Neoton disco (альбом каверів)     |
| 1979 | Napraforgó                                     | 2               | Sunflower                         |
| 1980 | Marathon                                       | 1               | Listen to me                      |
| 1981 | A família                                      | 2               | Dandelion                         |
| 1981 |                                                |                 | Greatest hits (збірник)           |
| 1982 |                                                |                 | Live in Japan (концертник)        |
| 1982 | Szerencsejáték                                 | 1               | Gamble                            |
| 1983 | VII                                            | 3               | Jumpy dance                       |
| 1983 | Aerobic (радіо-попуррі)                        | top10           | -                                 |
| 1984 | Karnevál                                       | 2               | Adam & Eve                        |
| 1985 | Magánügyek                                     | 9               | Monotony                          |
| 1986 | Minek ez a cirkusz?                            | 4               | I love you                        |
| 1987 |                                                |                 | More — Greatest hits 20 (збірник) |
| 1987 | Lehet egy kiskutyával több? (дитячий альбом)   |                 | -                                 |
| 1987 | Védőháló nélkül                                | 8               | -                                 |
| 1988 | Attrakcio (збірник)                            |                 |                                   |
| 1988 | Santa Maria és a többiek (збірник 1976-84 рр.) |                 | -                                 |
| 1988 | Vonalra várva                                  | 10              | -                                 |
| 1989 | Abrakadabra                                    | 7               | -                                 |